# Murder by Contract
Murder by Contract is een Amerikaanse film van Irving Lerner die werd uitgebracht in 1958. 

## Verhaal
Claude is een ontevreden man: hij oefent een beroep uit dat hem slechts een hongerloon oplevert. Hij beseft dat hij op die manier zijn droom, een huis van 28.000 dollar aan de oever van de Ohio kopen, nooit zal verwezenlijken. Wanneer hij een job van huurmoordenaar kan krijgen aarzelt hij geen ogenblik. Geholpen door zijn emotionele afstandelijkheid en zijn extreme kilheid voert hij zijn eerste opdrachten feilloos uit. 
Zijn volgende opdracht blijkt moeilijker, belangrijker maar ook winstgevender: hij moet afreizen naar Los Angeles om er een hinderlijke getuige uit de weg te ruimen. Die dreigt, in verband met een spraakmakende rechtszaak, voor Claude's opdrachtgever bezwarende verklaringen voor de rechtbank af te leggen.
De zaak komt over twee weken voor de rechtbank. Claude neemt ruimschoots de tijd om te verifiëren of Marc en Georges, zijn twee tussenpersonen in LA, niet gevolgd worden. Zijn koele en meer dan geduldige houding komt hemeltergend over op Marc en Georges want die zien de dagen voorbijgaan zonder dat Claude tot actie overgaat. 
Claude's doelwit wordt in een verafgelegen villa streng bewaakt door de politie. Pas wanneer hij verneemt dat hij een vrouw moet vermoorden verliest hij zijn koelbloedigheid want volgens hem is een vrouw een onvoorspelbaar doelwit. Hij eist dan ook een grotere beloning. 

## Rolverdeling
| Acteur            | Personage       |
| ----------------- | --------------- |
| Vince Edwards     | Claude          |
| Phillip Pine      | Marc            |
| Herschel Bernardi | George          |
| Michael Granger   | meneer Moon     |
| Caprice Toriel    | Billie Williams |
| Kathie Browne     | Mary            |

## Trivia
Martin Scorsese beweert dat dit de film is die hem het meest heeft beïnvloed.